# Lima Blanco
Pour les articles homonymes, voir Lima (homonymie) et Blanco.
Lima Blanco est l'une des neuf municipalités de l'État de Cojedes au Venezuela. Son chef-lieu est Macapo. En 2011, la population s'élève à 9 454 habitants.

## Géographie

### Subdivisions
La municipalité est divisée de deux paroisses civiles avec chacune à sa tête une capitale (entre parenthèses) :
- Macapo (Macapo) ;
- La Aguadita (La Aguadita).